# Buleuterio de Mileto
El Buleuterio de Mileto era un antiguo buleuterio o edificio de la boulé de Mileto, en Asia Menor, actual Turquía.

## Historia

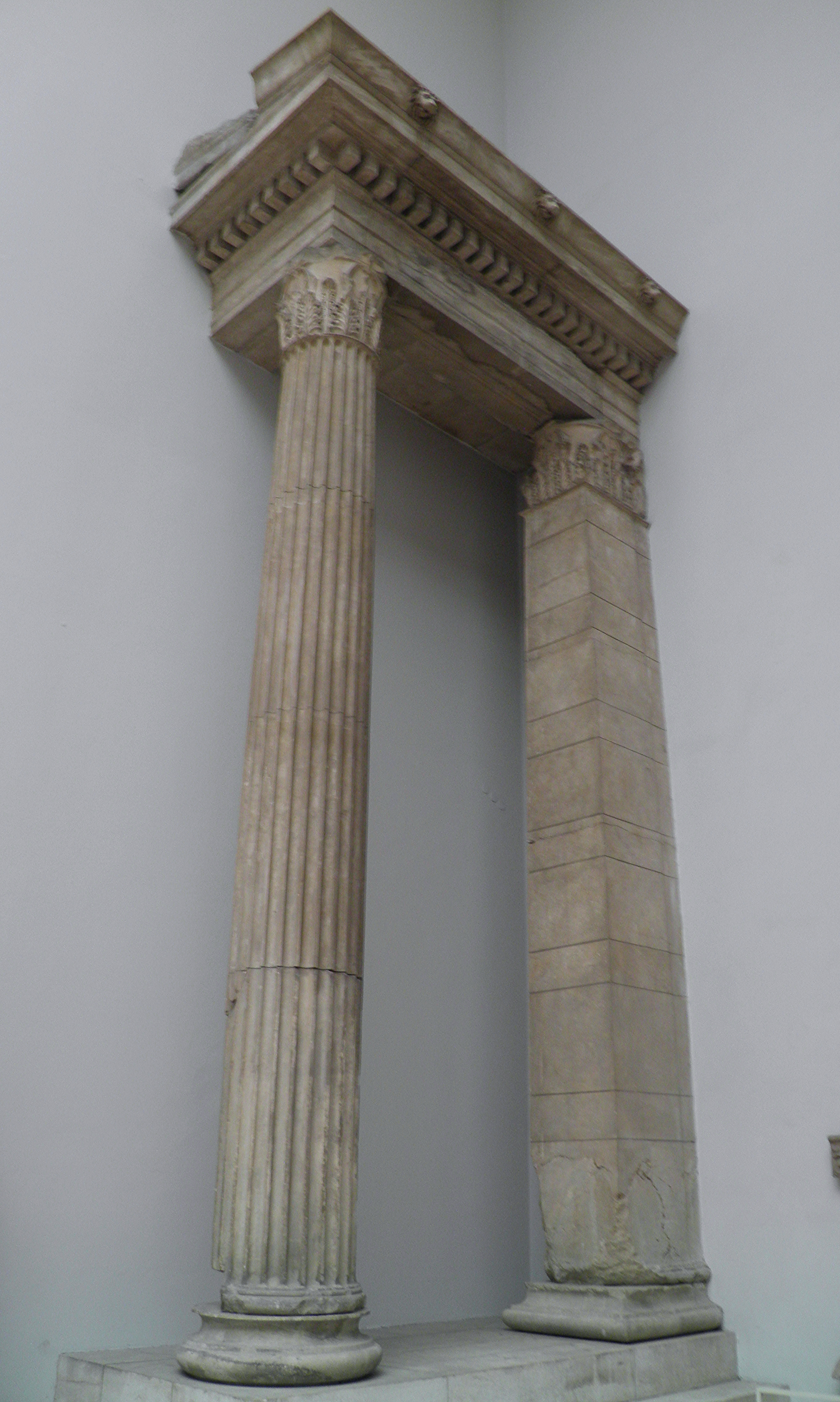
Esquina restaurada del propileos del buleuterio. Museo de Pérgamo.

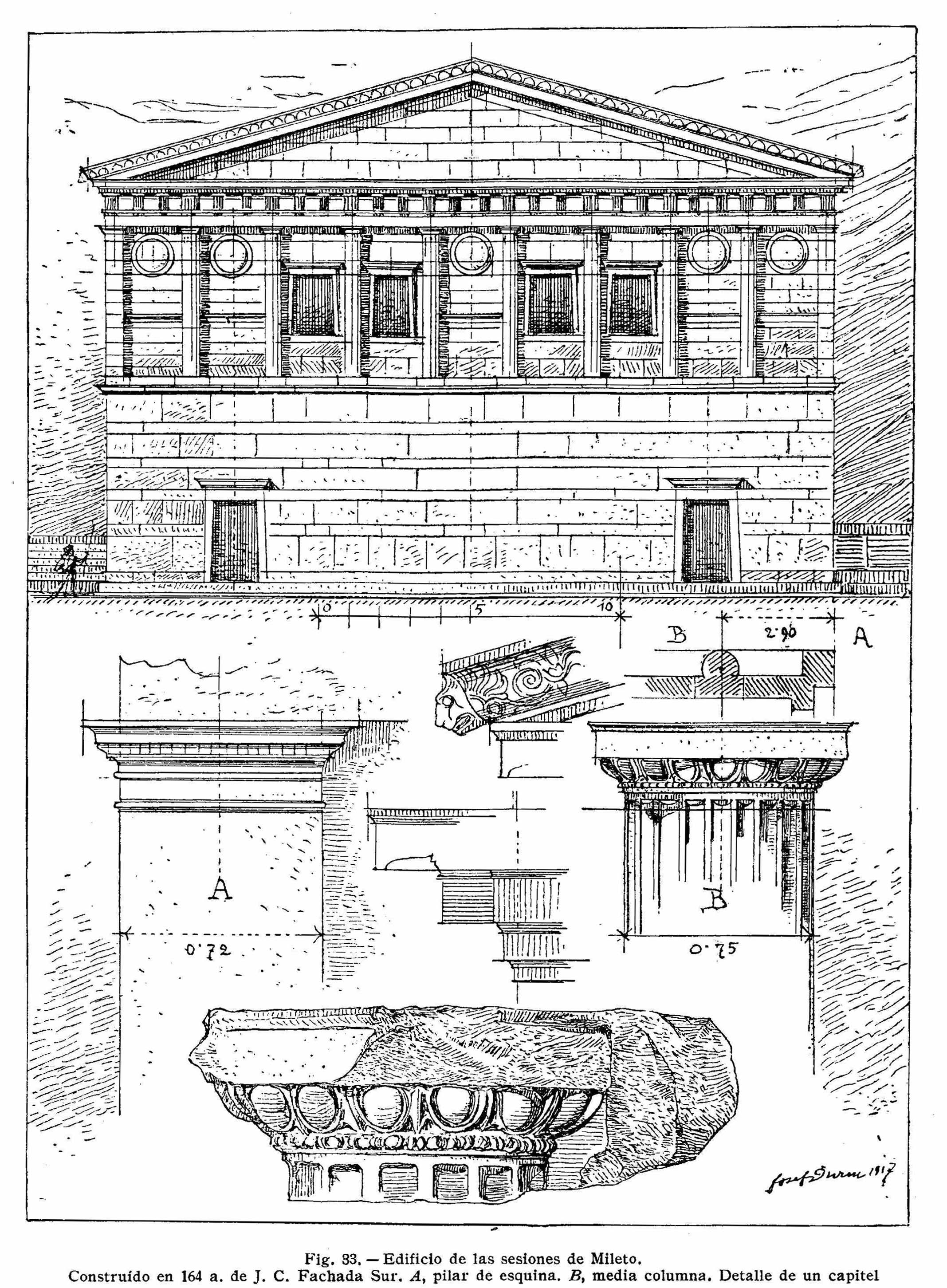
Dibujo de la fachada del edificio.

Fue construido en el período helenístico alrededor de 175-164 a. C. Se ha datado por la inscripción de propiedad encontrada en el edificio. Según la inscripción, los hermanos Timarco y Heraclides dedicaron el edificio en nombre de Antíoco IV a Apolo de Dídima, Hestia Bulea y el demos o pueblo de Mileto. Es posible que el edificio tuviera un predecesor anterior, pero no se sabe nada de él.
La boulé o consejo de Mileto se reunía en el buleuterio. Antes de su construcción, se cree que la boulé se reunía en el Teatro de Mileto. El edificio seguía en uso durante el período romano. En esa época sufrió reformas y ampliaciones, que se han datado en el reinado del emperador Augusto e incluso más tarde en la época imperial.

## Descripción
Estaba situado en el centro de Mileto, entre el Ágora norte y el Ágora sur, en el lado occidental de la plaza central. El edificio tenía forma rectangular y medía aproximadamente 34,8 × 55,9 m. Su fachada y entrada principal se encontraban en el lado este. En el lado este había un propileos con cuatro columnas corintias en el lado de la fachada y dos pórticos en el lado del patio, en las dos centrales. La anchura del propileos era de unos 10,9 m. Detrás había un peristilo o patio columnado, con columnatas en los lados norte y sur y en el lado este a ambos lados del propileos. Las columnas eran de estilo dórico. El patio medía aproximadamente 34,8 × 31,6 m y la anchura de los parteluces era de unos 5,5 m.
El edificio del buleuterio propiamente dicho, que albergaba la sala principal, estaba situado en la parte occidental del complejo. Medía aproximadamente 34,8 × 24,3 metros. La parte superior del muro exterior del edificio tenía semicolumnas con puertas. Cuatro puertas en el muro este, en el lado del peristilo, y dos puertas en el muro oeste daban acceso a la sala. En el interior de la sala había 18 filas de bancos de piedra, ligeramente más anchos que un semicírculo. Se calcula que tenían capacidad para unas 1200-1500 personas. Había cuatro escaleras que conducían a las filas de bancos. Las esquinas traseras tenían escaleras que llevaban a las filas superiores. El edificio estaba cubierto por un tejado de madera. El tejado estaba sostenido por cuatro columnas jónicas. Así, el edificio combinaba los tres órdenes clásicos.

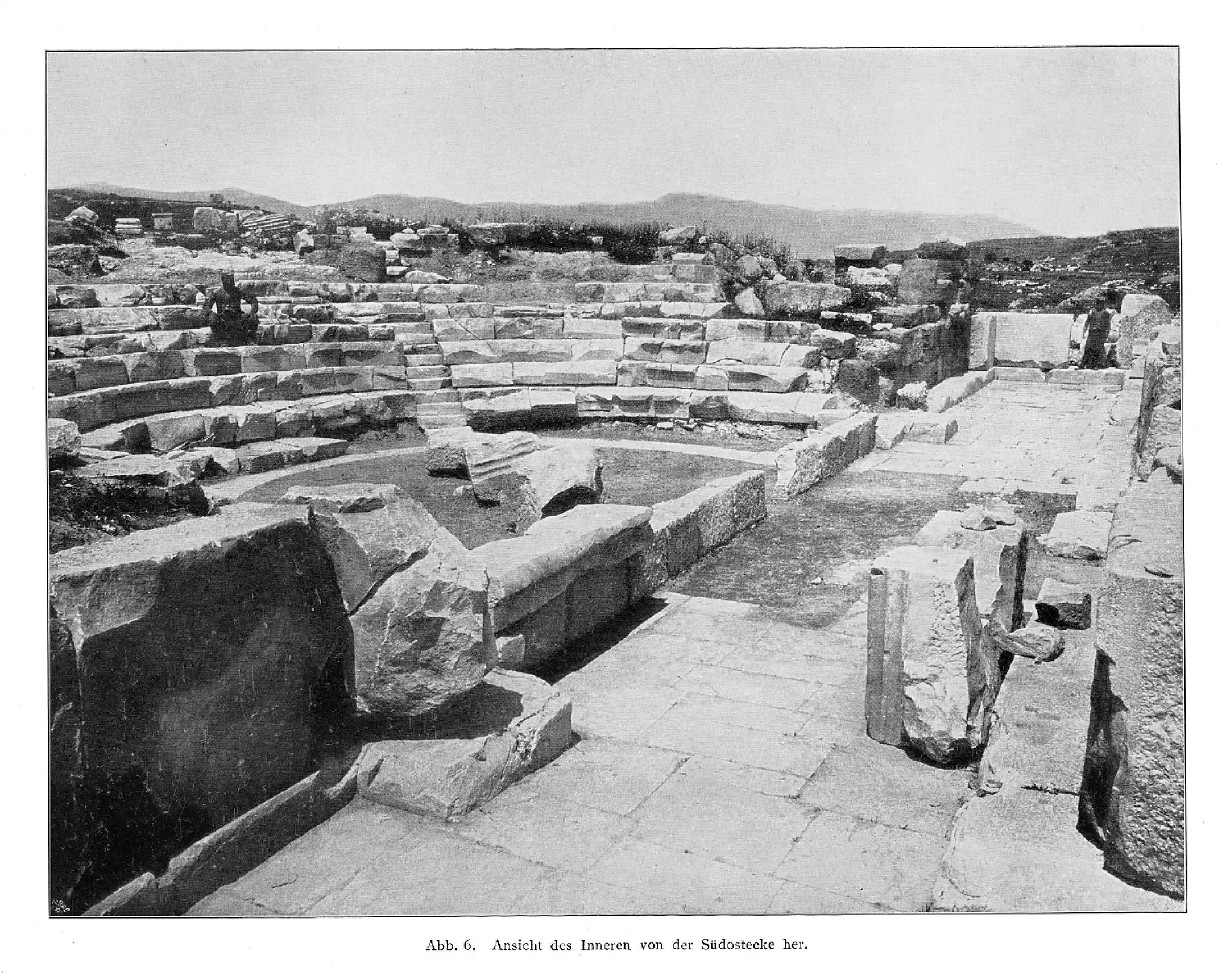
Bouleuterion en 1908.

En época romana, el peristilo del patio estaba pavimentado con losas de mármol. En el centro del mismo se construyó un gran altar que, por su aspecto, también se ha interpretado en el pasado como un monumento funerario. Estaba decorado con columnas corintias, cabezas de toro y relieves de temas mitológicos. El altar estaba posiblemente asociado a un culto imperial. En el edificio se han encontrado varias inscripciones.
La esquina del propileos del Buleuterio se encuentra actualmente restaurada en el Museo de Pérgamo de Berlín.